# Clan MacDougall
Il Clan MacDougall è un clan scozzese delle Highlands.

## Storia

### Origini
Il Clan prende il suo nome da Dougall, figlio di Somerled ucciso nel 1164 nella Battaglia di Renfrew. Dopo la morte di suo padre Somerled, Dougall prese il controllo della maggior parte della regione dell'Argyll.
Il nome Dougall, o Dugald, deriva dal Gaelico dubh-gall, il cui significato è : "lo straniero nero,o dai capelli neri" .La discendenza reale di Dougall venne riconosciuta dal re di Norvegia, così Dougall usava spesso il titolo di "Re delle Isole Meridionali e Signore di Lorne". Il figlio di Dougall era Duncan, mentre suo nipote Ewan. Duncan e Ewan costruirono molti castelli per difendere i loro territori tra i quali: il Castello di Dunstaffnage, il Castello di Dunollie e un Castello sulla terraferma. Sulle isole invece costruirono il Castello di Aros, il Castello di Carinburgh, il Castello di Dunchonnel ed il Castello di Coeffin. Duncan costruì anche la Prioria di Ardchattan, dove, fino al 1737 vennero seppelliti i capiclan dei MacDougall.

### Guerra Scoto - Norvegese
I possedimenti di Ewan nelle isole erano controllati dal Re di Norvegia, mentre le proprietà presenti sulla terraferma erano controllate dal Re di Scozia. Questo rese difficile per Ewan rimanere leale ad entrambi. Nel 1263 Haakon IV di Norvegia giunse ad Oban con una grande flotta per invadere la costa occidentale della Scozia. Ewan, però, decise di non partecipare all'invasione, e grazie ad antichi legami di sangue Haakon non lo attaccò. Durante La Battaglia di Largs, Ewan si alleò agli Scozzesi attaccando parte della flotta Norvegese. I Vichinghi furono completamente sconfitti e tre anni dopo la Norvegia cedette alla Scozia tutte le isole Ebridi.

### Guerre di Indipendenza Scozzese
L'influenza dei MacDougall nel territorio degli Argyll li condusse al conflitto con il Clan Campbell. Nel 1294 John MacDougall di Argyll condusse il Clan MacDougall contro il Clan Campbell nella Battaglia di Red Ford, dove venne ucciso Sir Colin Campbell, ma comunque vi furono perdite da entrambe le parti.
Il quarto capo del Clan MacDougall sposò la sorella di John II Comyn, Signore di Badenoch, padre di John III Comyn, Signore di Badenoch pugnalato a morte nel 1306 da Robert The Bruce nella chiesa di Greyfriars a Dumfries e questo condusse i MacDougall ad entrare in conflitto con i Bruce. I MacDougall che fino ad allora avevano supportato i William Wallace per l'Indipendenza, ora si ritrovarono in guerra con il Clan Bruce. Poco dopo l'incoronazione di Robert The Bruce a Scone, fu costretto a ritirarsi dall'Argyll, per raggiungere i suoi alleati del Clan Campbell. Inaspettatamente il Clan MacDougall sorprese re Robert e lo sconfisse nella Battaglia di Dalrigh. Il re scappò ma perse una spilla conosciuta come "Il Brooch di Lorne" divenuto uno dei più preziosi tesori del Clan MacDougall. Tre anni dopo re Robert condusse 3.000 uomini nell'Argyll contro i MacDougall. John MacDougall of Lorne organizzò un'imboscata, ma fu sconfitto alla Battaglia del Pass of Brander. Le terre dei MacDougall furono poi confiscate dal re e cedute ai Campbell in cambio per la loro lealtà.
Il potere dei MacDougall non fu mai completamente riacquisito ma nel XIV secolo re Davide II di Scozia restituì al clan il distretto di Lorne e la maggior parte delle loro terre. Pochi decenni dopo la Signoria di Lorne passò nelle mani degli Stewart di Appin.

### Guerra Civile
Durante la guerra civile del XVII secolo i MacDougall furono lealisti e Alexander MacDougall condusse 500 dei suoi uomini in battaglia.

### Rivolte Giacobite
Durante le rivolte Giacobite del 1715 il Clan MacDougall supportò la causa Giacobita e combatté nella Battaglia di Sheriffmuir.
Alexander MacDougall non prese parte nelle Rivolte Giacobite del 1745.Tuttavia suo fratello e alcuni dei suoi uomini combatterono nella Battaglia di Culloden nel 1746.A quei tempi la forza combattente del clan era di 200 uomini.

## Capo
Il capo attuale del clan è Morag Morley MacDougall.